# Airapus idenburgi
Airapus idenburgi är en skalbaggsart som beskrevs av Renaud Maurice Adrien Paulian 1937. Airapus idenburgi ingår i släktet Airapus och familjen Aphodiidae. Inga underarter finns listade i Catalogue of Life.